# Guggenheim Museum SoHo
Pour les articles homonymes, voir Musée Guggenheim.
Le Guggenheim Museum SoHo est un petit musée situé à SoHo. Il ouvre en juin 1992 comme succursale du Musée Solomon R. Guggenheim et ferme temporairement en 2001 puis définitivement en 2002.

## Historique
Le Guggenheim Museum SoHo est conçu par Arata Isozaki. Il est situé au coin de Broadway et Prince Street à Manhattan, au second étage d'un immeuble, le troisième et une partie du quatrième étant occupé par les bureaux du musée. Le musée ouvre ses portes en 1992 et  accueille des expositions concernant Marc Chagall, Paul Klee, Robert Rauschenberg, Azzedine Alaïa ou Andy Warhol,. La fermeture de 1999 devait être temporaire, mais le musée ferme définitivement au début des années 2000.
La fréquentation initiale devait être de 250 000 visiteurs par an, mais le musée en attire entre 125 000 et 200 000, et la fréquentation n'augmente pas les années suivantes. Le musée s'est restructuré en 1999 pour réduire son espace d'exposition de 27 000 à 20 000 pieds carrés, afin de réduire les coûts d'exploitation du musée.